# Großer Ring mit Außenschleife
Großer Ring mit Außenschleife ist ein Unterhaltungsfilm des deutsch-russischen Regisseurs Eugen York aus dem Jahr 1966. Gustav Knuth spielt einen Straßenbahnfahrer in Berlin. Der als Fernsehfilm konzipierte Streifen beruht auf einem bereits in den 50er Jahren veröffentlichten Hörspiel.

## Handlung
Der Straßenbahnfahrer Franz Lehmhuhn hat das Herz auf dem rechten Fleck. Er lässt nichts auf seinen Beruf kommen, den er über alles liebt. Stolz lenkt er seinen Wagen in die „Außenschleife“ zur neuen Vorortsiedlung, in der Hilde Sperling einen Kiosk betreibt. Der Witwer und Vater zweier Kinder hat sich in die Frau verliebt. Eines Tages will man ihm wegen einer alten Knieverletzung die Tauglichkeit als Fahrer absprechen. Er läuft Sturm gegen diese in seinen Augen ungerechte Entscheidung. Auch die fristlose Kündigung und einige Tage Gefängnishaft bringen ihn nicht davon ab, mit allen Mitteln um seine berufliche Rehabilitierung zu kämpfen. Selbst vor der Entführung einer Straßenbahn schreckt er nicht zurück.

## Produktion
Drehbuchautor Heinz Oskar Wuttig schrieb den Stoff bereits in den 50er Jahren, der von der ARD zunächst beim Hessischen Rundfunk 1954 als Hörspiel gesendet wurde. Für die TV-Fassung (Drehjahr 1965) bearbeitete Wuttig das Stück erneut.

## Trivia
Die Außenszenen wurden in West-Berlin ein Jahr vor der Einstellung des Straßenbahnverkehrs am 2. Oktober 1967 gedreht und gelten insofern als Zeitdokument.
Im November 1966 erschien in Belgien in der Comicreihe "Suske en Wiske" ein Band mit dem Titel "Wattman", in dem ein ebenfalls entlassener Straßenbahnfahrer eine Straßenbahn entführt und damit nächtens durch die Stadt (Antwerpen) fährt und zufällige Passanten befördert.

## Kritik
„Humorvolles Volksstück vom beherzten kleinen Mann, der sich nach allerlei Unbill gegen bürokratische Vorgesetzte durchsetzt.“